# Групповая флексия
Группова́я фле́ксия — присоединение флексии (например, падежной) только к последнему слову в ряду однородных членов предложения. Групповая флексия характерна для многих языков с агглютинативным склонением.

## Примеры

### Осетинский язык
Хотя групповая флексия не характерна для индоевропейских языков, она всё же представлена в осетинском (язык иранской группы) — предположительно как проявление кавказского субстрата.
Йæ мад, йæ фыд æмæ йæ хотимæ горæтмæ ацыди. «Со своей матерью, своим отцом и своими сёстрами он уехал в город» (буквально «Своя мать, свой отец и со своими сёстрами он…», флексия совместного падежа -имæ только у последнего из однородных членов).

### Тюркские языки
Групповая флексия — обычное явление в тюркских языках.